# فاير ووتش
فاير ووتش Firewatch هي لعبة مغامرة تم تطويرها بواسطة شركة كامبو سانتو Campo Santo ونشرتها الشركة المطورة بالشراكة مع شركة بانيك Panic. وتم إصدار اللعبة في فبراير 2016 لأنظمة التشغيل Microsoft Windows وماك أو إس ولينكس وPlayStation 4 ، لأجهزة Xbox One في سبتمبر 2016 ولعبة نينتندو سويتش في ديسمبر 2018.
القصة تتبع مراقب حريق اسمه هنري في غابة شوشون الوطنية، بعد عام من حرائق يلوستون عام 1988 . بعد شهر من يومه الأول في العمل، تبدأ أشياء غريبة تحدث له وللمشرفة دليلة، والتي ترتبط بغموض تآمر حدث منذ سنوات. يتواصل هنري مع دليلة باستخدام جهاز اتصال لاسلكي، حيث يختار اللاعب من خيارات الحوار للتواصل.
أخرج اللعبة «أولي موس» و«شون فانامان»، وكتبها كريس ريمو، وجيك رودكين، وموس وفانامان، وأنتجها غابي ماكجيل والفنانة جين نج. تم تصميم بيئة اللعبة بواسطة جين نج بناءً على لوحة واحدة من أولي موس. التصميم مستوحى من إعلانات الصفقة الجديدة من قبل إدارة المتنزهات الوطنية والأبحاث الميدانية التي أجريت في حديقة يوسمايت الوطنية.
تلقت اللعبة مراجعات إيجابية بشكل عام، ونالت الثناء على قصتها وشخصياتها وحوارها وأسلوبها البصري.
ومع ذلك، كان وجود مشاكل فنية وانتهاء المباراة موضوعين للنقد. فازت فاير ووتش Firewatch بجائزة أفضل تجربة بصرية ثلاثية الأبعاد في حفل توزيع جوائز يونيتي لعام 2016، وأفضل لعبة مستقلة في حفل توزيع جوائز جولدن جويستيك لعام 2016، وأفضل سرد في حفل جوائز اختيار مطوري الألعاب لعام 2017 ولعبة لأول مرة في حفل جوائز الألعاب الأكاديمية البريطانية لعام 2017.
وبحلول أواخر عام 2016، بيع من اللعبة أكثر من مليون نسخة.

## اللعب
فاير ووتش Firewatch هي لعبة مغامرة يتم لعبها من منظور الشخص الأول والتي تحدث في ولاية وايومنغ الأمريكية في عام 1989.
يلعب اللاعبون دور هنري، مراقب النار الذي تم تعيينه في برجه الخاص في غابة شوشون الوطنية ، ومن خلال استكشاف المنطقة المحيطة، يكتشف هنري أدلة حول الأحداث الغامضة في المنطقة المجاورة والتي تتعلق بنهب برجه أثناء تواجده في دورية روتينية وشخصية غامضة تظهر أحيانًا تراقبه من بعيد. وسيلة هنري الوحيدة للاتصال هي جهاز اتصال لاسلكي يربطه بمشرفته دليلة. يمكن للاعبين الاختيار من بين عدد من خيارات الحوار للتحدث معها عند اكتشاف كائنات أو بيئات تفاعلية جديدة، أو يمكنهم الامتناع عن التواصل.
ستؤثر اختيارات اللاعب على حوار هنري مع دليلة، ومع تقدم القصة، سيتم فتح مناطق جديدة للاعبين.
تتميز اللعبة أيضًا بدورة نهارية وليلية، ويمكن الاحتفاظ بالأشياء الموجودة في البرية في المخزون لاستخدامها لاحقًا.

## قصة اللعبة
تبدأ اللعبة بسرد قصة حياة هنري، ففي ربيع عام 1989، بعد أن أصيبت زوجته بالخرف المبكر، تولى هنري (يمثله صوتيا الممثل ريتش سومر) وظيفة مراقب حريق في غابة شوشون الوطنية، بولاية وايومنغ، وفي يومه الأول، تتواصل معه دليلة (تمثلها صوتيا الممثلة سيسي جونز)، وهي حراسة برج مراقبة آخر، وذلك عبر جهاز اتصال لاسلكي وتطلب منه التحقيق في الألعاب النارية غير القانونية بجانب البحيرة. يكتشف هنري فتاتين مراهقتين تتهمانه بالتحرش.
وفي طريقه إلى المنزل، مر عبر كهف مغلق، ورأى شخصية غامضة تراقبه قبل أن يختفي، ثم يعود إلى برج المراقبة ليجده منهوبا.
في اليوم التالي، طلبت دليلة من هنري التحقيق في قطع خط الهاتف والذي اكتشفت قطعه دليلة، مع ملاحظة موقعة على ما يبدو بالقرب من المراهقين.
فيخطط هنري ودليلة لإخافة الفتاتين، لكن عندما يجدا موقع تخييم الفتيات مهجورًا ومنهوبا، يقلقان من الوضع.
يعثر هنري على حقيبة ظهر قديمة وكاميرا تستخدم لمرة واحدة تخص صبيًا يُدعى براين جودوين، وتوضح دليلة أنه ابن نيد، وهو حارس سابق.
كان نيد رجلًا يجلس في الهواء الطلق دائما ومدمن كحول بسبب تجاربه المؤلمة في حرب فيتنام، بينما يستمتع ابنه بريان بقراءة روايات خيالية وألعاب تقمص الأدوار.
وعلى الرغم من أن إحضار الموظفين أطفالهم إلى الأبراج مخالف للقواعد، إلا أن دليلة كانت مولعة ببريان وكذبت بشأن وجوده.
ويبدو أنه ونيد غادروا فجأة ولم يعودوا أبدًا، م تم الإبلاغ عن أن الفتيات المراهقات في عداد المفقودين. خوفًا من التحقيق، لقد زورت دليلة التقارير لتقول إن لا هي ولا هنري التقيا بالفتاتين.
بعد شهرين من بدء هنري وظيفته، اندلع حريق غابات صغير جنوب برجه.
وبعد أسبوعين، اكتشف هنري راديو وحافظة أثناء الصيد، مع ملاحظات تتضمن نصوصًا لمحادثاته مع دليلة. ولقد أغمي عليه بعد ضربه من مهاجم غير مرئي واستيقظ ليجد الحافظة والراديو قد اختفيا.
واثناء تجوله في حديقة مشار إليها على ورق الحافظة، يجد منطقة بحث حكومية مسيجة. فيقتحمها هنري ويكتشف وجود معدات المراقبة وتقارير مكتوبة على الآلة الكاتبة توضح تفاصيل محادثاته وحياته الخاصة مع دليلة، ويكتشف أيضًا وجود جهاز تتبع والذي يأخذه معه.
ويتناقش هنري ودليلة في تدمير معسكر الحكومة، لكنهما يتراجعا عن ذلك.
لكن عندما عاد هنري إلى منزله، أشعل أحدهم النار في المخيم.
في اليوم التالي، استخدم هنري جهاز التعقب للعثور على حقيبة ظهر بها مفتاح للكهف المغلق، ثم تحدثه دليلة عن شخصية موجودة في برجه، فيسرع هنري ولكنه عندما وصل، وجد جهاز وكمان مثبتًا على الباب وبه تسجيل يدين مناقشة هنري ودليلة حول تدمير معسكر الحكومة.
في اليوم التالي، قام شخص ما ينتحل شخصية هنري باستدعاء مرصد آخر وادعى أن دليلة تعرف سبب حريق المحطة، مما جعلها وهنري أكثر توتراً.
يستخدم هنري المفتاح الذي تم العثور عليه لدخول الكهف ولكن بمجرد دخوله للكهف يتم قفله فجأة بالداخل بواسطة شخصية غير مرئية.
في أعماق الكهف، اكتشف هنري وجود جثة الطفل بريان قبل الهروب من الكهف، وتنزعج دليلة من تلك الأخبار.
في اليوم التالي، صدر أمر إخلاء طوارئ لجميع المراقبين، حيث خرجت حرائق الغابات (التي اكتشفها هنري وأطلق عليها اسمًا سابقًا) عن نطاق السيطرة.
بينما يستعد هنري للمغادرة، يبدأ جهاز التتبع في إصدار صوت تنبيه.
يتتبع هنري الإشارة ويكتشف شريطًا من نيد. يدعي نيد أن وفاة بريان كانت عرضية، وأن الصبي سقط بسبب قلة خبرة التسلق.
ويصبح نيد غير راغبا في العودة إلى المجتمع بعد وفاة ابنه بريان، لقد عاش نيد سرا في المنطقة منذ ذلك الحين.
يختار نيد المغامرة بعمق في البرية، ويحذر هنري من البحث عنه.
لكن هنري وجد مخبأ نيد المؤقت، جنبًا إلى جنب مع الأشياء المسروقة من المعسكر الحكومي، وأبراج المراقبة، والفتيات المراهقات، اللائي تؤكد دليلة أنه تم العثور عليهما بأمان.
كان المعسكر الحكومي يدرس ببساطة الحياة البرية. وكان نيد يستخدم معداته اللاسلكية للتأكد من عدم بحث أي شخص عنه ولإنشاء نصوص لإخافة هنري بعيدًا.
وعلى الرغم من اعتراف نيد، تلومه دليلة على وفاة بريان وتغادر على متن المروحية. ويذهب هنري إلى برجها، ويودعها عبر الراديو قبل رحيله.

## التطوير والإطلاق

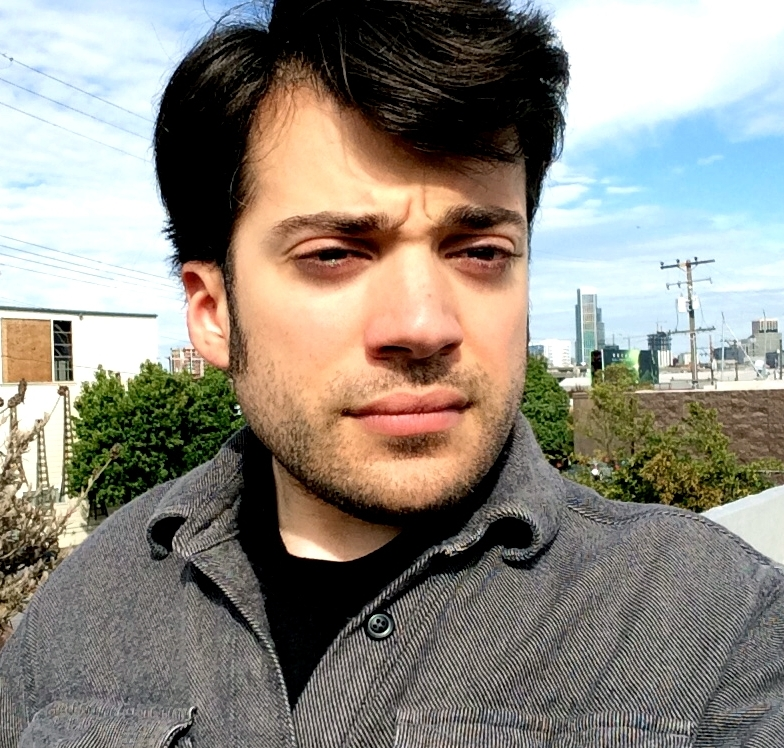
صمم كريس ريمو وكتب وسجل أهدافًا للعبة.

فاير ووتش Firewatch هي أول لعبة فيديو من إنتاج شركة كامبو سانتو Campo Santo ، وقد تم إنشاؤها بواسطة جيك رودكين وشون فانامان (اللذان كانا رائدان مبدعان في لعبة ذا واكينغ ديد) ونيلز أندرسون (و المصمم الرئيسي للعبة مارك النينجا) والفنان اولي موس. وشارك أيضا كريس ريمو في العديد من جوانب التصميم، وقام أيضًا بتصميم قائمة نتائج اللعبة.
بدأ تطوير فاير ووتش Firewatch بلوحة فنية واحدة لموس. ثم تم تكليف جين نج، (الفنان البيئي الرئيسي في كامبو سانتو) بترجمة عمل أولي موس إلى بيئات ثلاثية الأبعاد مع الحفاظ على رؤيته الفنية المنمقة.
انضم أولي موس (الذي كان معروفًا في السابق بشكل أساسي عن عمله في تصميم الرسوم) إلى شون فانامان وجيك رودكين لتأسيس شركة كامبو سانتو Campo Santo بعد قضاء سنوات عديدة في العمل على محيط تطوير اللعبة.
في مرحلة إنشاء اللوحة، قام أولي موس بمحاكاة ملصقات إدارة المتنزهات الوطنية من عصر الصفقة الجديدة في كل من لوحة الألوان والأيقونات.
ذهب فريق التطوير في رحلة تخييم إلى منتزه يوسمايت الوطني للحصول على مصدر إلهام للعبة، حيث زاروا برج المراقبة الذي تم بناؤه بنفس تصميم نظيره في لعبة الفيديو.
المزيد من الإلهام للعبة جاء من خبرات شون فانامان ونيلز أندرسون التي نشأت في منطقة وايومنغ الريفية.
تعمل لعبة فاير ووتش Firewatch على محرك لعبة Unity ، وقد رفضت جين نج استخدام أدوات إنشاء الأشجار، وبالتالي صممت يدويًا 23 نوعًا من الأشجار التي سيتم وضعها داخل اللعبة 4600 مرة.
تم استخدام تظليل مخصص أيضًا لإنتاج المزيد من أوراق الشجر المبسطة. وتم بناء أبراج مراقبة الحرائق داخل اللعبة وفقًا للمواصفات الحكومية، باستخدام حجم الخشب القياسي، بعد أن كانت المحاولة الأولى للفنانة جين نج غير مرضية.
التفاعل الخاص بـ جهاز الاتصال اللاسلكي في لعبة فاير ووتش Firewatch مستوحى من العلاقة في لعبة بايوشوك بين شخصية اللاعب والمترجل أطلس (شخصية باللعبة)، بالإضافة إلى نظام الحوار من لعبة ذا ووكينج ديد The Walking Dead.
في مرحلة ما من التطوير، كان من المفترض أن يكون بطل الرواية قادرًا على التواصل مع شخصيات متعددة، مثل المتجولون، ولكن تم تجاهل الفكرة بسبب حسابها ومتطلبات الجدول الزمني الذي كان يعمل به الفريق.
كان الفريق يأمل في تجنب مزامنة الشفاه وتقليل كمية الرسوم المتحركة المطلوبة بسبب محدودية حجم الفريق وموارده.
اختار المطورون الممثلة الصوتية سيسي جونز، التي ظهرت في لعبة ذا ووكينج ديد The Walking Dead ، بصوت دليلة في عام 2014. استغرق الأمر وقتًا أطول للعثور على ممثل صوت لهنري والذي يشعر المطورون بتوافقه مع صوت سيسي جونز؛ أتفقوا في النهاية على ريتش سومر، سجل كل من سيسي جونز وريتش سومر خطوطهما الصوتية في استوديوهات منفصلة، واتخذ الممثلون قرارًا بعدم الالتقاء أثناء الإنتاج للحفاظ على المسافة بين شخصياتهم أثناء تسجيل مكالمات جماعية مع بعضهما البعض باللعبة لتحقيق علاقة أكثر طبيعية مشابهة للحالة في اللعبة.
يعرض الفصل الافتتاحي للعبة أغنية "Push Play" من ألبوم سينثوايف" Let's Get Electric" لكل من جوي شان ونيت بيلسولي لعام 2014، والذي يصور عمل سينثبوب خيالي من الثمانينيات يُعرف باسم كلام رخيص Cheap Talk، تم استخدام أغنية تايلور داين " Tell It to My Heart " كعنصر نائب في المشهد، لكن شون فانامان أقر بأن الأغنية كانت رومانسية للغاية، وستكلف مالا كثيرا لترخيصها.وعندها إدرك أن تكاليف الأغنية ستكون مكلفة للغاية، لذا سعى كريس ريمو إلى الحصول على أغنية بأسلوب الثمانينيات لفنان مستقل غير موقعة، مما أدى إلى استخدام "Push Play"، والتي تتميز النتيجة بمزيج من الغيتار الكهربائي والقيثارة، والباص والبيانو الكهربائي، مع عينات من بيانو رودس كبديل للبيانو الفعلي. لعب كريس ريمو بجميع الآلات الموسيقية بنفسه.
تم الإعلان عن اللعبة في مارس 2014 بتاريخ إصدار مبدئي عام 2015.
في مؤتمر GDC للألعاب، أقامت شركة كامبو سانتو Campo Santo اختبار تشغيل عام، واستضافت جين نج حلقة نقاش حول تصميم وجمالية اللعبة بعنوان "The Art of Firewatch".
في يونيو 2015، زار الفريق معرض E3 للألعاب . هناك، أكدوا أنهم سيحضرون اللعبة إلى منصة PlayStation 4 ، لكن هذا سيكون الإصدار الوحيد لوحدة التحكم لألعاب الفيديو  ، ومع ذلك، تم إصدار الإصدار الخاص بمنصة Xbox One لاحقًا في أمريكا الشمالية في 21 سبتمبر 2016، وتضم جولة صوتية ووضع التجوال المجاني، وبسبب مشاكل التصنيف، تم تأجيل الإصدار في أوروبا حتى 30 سبتمبر وفي أستراليا ونيوزيلندا حتى 14 أكتوبر.
يمكن لمستخدمي نظارات الواقع الافتراضي من أنواع HTC Vive وOculus Rift التجول في برج المراقبة الخاص بـ هنري باستخدام تطبيق Steam Destinations. ولهذا الغرض، تم إعادة بناء المشهد على محرك اللعبة المصدر.
أصبحت لعبة فاير ووتش Firewatch متوافقًة مع PlayStation 4 Pro عند إطلاقها في 10 نوفمبر، مع أداء محسّن من خلال دقة 4K وتصوير نطاق ديناميكي عالي.
تم تمكين وضع التجوال الحر لـ PlayStation 4 Pro وSteam بعد ذلك بوقت قصير.
بالشراكة مع شركة Limited Run Games ، وزعت شركة كامبو سانتو Campo Santo أقل من عشرة آلاف نسخة مادية من اللعبة على PlayStation 4.
تم توفير 4800 نسخة للطلب على موقع Limited Run Games في 16 ديسمبر 2016، بينما تم بيع 2500 نسخة من خلال متجر كامبو سانتو الإلكتروني اعتبارًا من 16 يناير 2017.
في أبريل 2018، أعلنت شركة كامبو سانتو Campo Santo أن اللعبة ستصدر لـ نينتندو سويتش في وقت لاحق من العام، تم توضيح لاحقًا أن منفذ نينتندو سويتش هو نسخة محسّنة بشكل كبير من اللعبة، وسيكون التحديث متاحًا أيضًا لمنصات أخرى. بالإضافة إلى ذلك، يتميز إصدار Nintendo Switch ببعض العناصر الحصرية.
أكد كامبو سانتو لاحقًا، عبر Twitter ، تاريخ الإصدار العالمي لمنفذ Nintendo Switch في 17 ديسمبر 2018.

## استقبال الجمهور
| استقبال |                                                |
| --- | ---------------------------------------------- |
| مجموع النقاط المجموع نقاط ميتاكريتيك PC: 81/100 [ 20 ] PS4: 76/100 [ 21 ] XONE: 85/100 [ 22 ] NS: 87/100 [ 23 ] نتائج المراجعة نشرة نقاط دستركتويد 8/10 [ 24 ] غيم إنفورمر 7.75/10 [ 25 ] غيم سبوت 7/10 [ 26 ] غيمز رادار [ 27 ] آي جي إن 9.3/10 [ 28 ] بوليغون 8.5/10 [ 29 ] |                                                |
| مجموع النقاط |                                                |
| المجموع | نقاط                                           |
| ميتاكريتيك | PC: 81/100 PS4: 76/100 XONE: 85/100 NS: 87/100 |
| نتائج المراجعة |                                                |
| نشرة | نقاط                                           |
| دستركتويد | 8/10                                           |
| غيم إنفورمر | 7.75/10                                        |
| غيم سبوت | 7/10                                           |
| غيمز رادار | [ 27 ]                                         |
| آي جي إن | 9.3/10                                         |
| بوليغون | 8.5/10                                         |

تلقت لعبة فاير ووتش Firewatch مراجعات «مواتية بشكل عام»، وفقًا لمجمع مراجعات الألعاب ميتاكريتيك.
باعت اللعبة أكثر من خمسمائة ألف نسخة خلال شهر من إصدارها وأكثر من مليون نسخة بنهاية عامها الأول.
واعتبارًا من عام 2018، باعت لعبة فاير ووتش Firewatch أكثر من 2.5 مليون نسخة عبر جميع الأنظمة الأساسية.
رحب ستيفن هانسن من مدونة الألعاب Destructoid حوار اللعبة القائم على الاختيار، واستمر في مدح الحوار نفسه، فضلاً عن الأداء الصوتي. كان الإنجاز الأكثر إثارة للإعجاب في اللعبة، كما ذكر هانسن، هو «التماسك الموضوعي»، الذي قيل إنه يدور حول العزلة المفروضة على الذات. تم الإشادة بتصميم الصوت لأنه أثار إحساس هيتشكوك بالخوف.
و كتب جيف كورك من مجلة Game Informer المتخصصة في الألعاب في مراجعة Firewatch «لقد انجذبت على الفور إلى عالم اللعبة، ويرجع ذلك جزئيًا إلى قوة المقدمة النصية البسيطة، وأيضًا بسبب حداثة المشاركة في شيء عادي جدًا». لاحظ كورك أن الحوار التفاعلي، على الرغم من بساطته، «يبث الحياة في اللعبة» ووصف المحادثات بأنها «طبيعية» و «جذابة». لقد استمتع باستكشاف بيئة الغابة، لكنه شعر أن النهاية غير مرضية.
اعتقد سكوت بتروورث من موقع GameSpot أن أدوات التنقل التناظرية - البوصلة المحمولة باليد والخريطة الورقية - كانت «غامرة» ولكنها «محبطة في بعض الأحيان». ووجد أن الجمال المرئي للإعداد سمح بشكل أكثر فائدة من الاستكشاف وأشار إلى أن تصميم الصوت يكمل عمق الغلاف الجوي. وحكم على تطور الشخصيات من خلال الحوار ليكون «جريئًا» و «مثيرًا للإعجاب»، ورأى أنه كان بمثابة «فحص مريض تأملي لكيفية نمو شخصين للثقة والاهتمام ببعضهما البعض»، ووفقًا لتروورث، كان التمثيل الصوتي رائعًا وطبقاته مع فارق بسيط عاطفي، حيث طور ارتباطًا قويًا بالشخصيات.
واما جوستين تاول من غيمز رادار وصف Firewatch بأنها «واحدة من شرائح الأكثر آسراً من وسائل الترفيه التي شهدتها». وأثنى على التمثيل الصوتي لأنه نجح في تحديد السمات الشخصية لكل شخصية. وأضاف تاول أن الموسيقى، جنبًا إلى جنب مع تصميم الصوت، عملت بشكل جيد في خدمة الجو. ومع ذلك، فقد استخف ببعض مشاكل الاستمرارية الملحوظة التي تركته محبطًا.
أشاد رايان ماكافري من موقع IGN بالإحساس بالواقعية الذي أثاره الإعداد، على الرغم من التصميم المنمق والأعمال الفنية. كما وافق على النص، قائلاً إن التمثيل الصوتي عززه أكثر.
قال ماكافري عن الكتابة، «إنها متوترة ومخيفة ومضحكة - كل ذلك في بعض الأحيان خلال دقائق قليلة من بعضها البعض. لا يمكن أن تدعي الكثير من الألعاب ذلك بنجاح». واعتبر النهاية استقطابية بسبب التصعيد الواعد للقصة. أعرب كولين كامبل من بوليجون عن تقديره لاستخدام الفكاهة والتعاطف لتطوير الشخصيات، واعتبر أن لغز اللعبة ناجح والقصة «أنيقة» و «مرضية». وانتقد الاستنتاج ووصفه بأنه غير ناجح.

### الجوائز
| السنة | الجائزة                                        | التصنيف                                  | النتيجة | مرجع          |
| ----- | ---------------------------------------------- | ---------------------------------------- | ------- | ------------- |
| 2016  | Unity Awards 2016                              | أفضل لعبة سطح مكتب / وحدة تحكم           | رُشِّح     | [ 36 ]        |
| 2016  | Unity Awards 2016                              | أفضل تجربة بصرية ثلاثية الأبعاد          | فوز     | [ 36 ]        |
| 2016  | Golden Joystick Awards 2016                    | أفضل لعبة أصلية                          | رُشِّح     | [ 37 ]        |
| 2016  | Golden Joystick Awards 2016                    | أفضل رواية                               | رُشِّح     | [ 37 ]        |
| 2016  | Golden Joystick Awards 2016                    | أفضل تصميم مرئي                          | رُشِّح     | [ 37 ]        |
| 2016  | Golden Joystick Awards 2016                    | أفضل لعبة مستقلة                         | فوز     | [ 37 ]        |
| 2016  | Golden Joystick Awards 2016                    | لعبة العام لبلاي ستين                    | رُشِّح     | [ 37 ]        |
| 2016  | The Game Awards 2016                           | أفضل قصة                                 | رُشِّح     | [ 38 ]        |
| 2016  | The Game Awards 2016                           | أفضل إخراج فني                           | رُشِّح     | [ 38 ]        |
| 2016  | The Game Awards 2016                           | أفضل أداء (سيسي جونز بدور دليلة)         | رُشِّح     | [ 38 ]        |
| 2016  | The Game Awards 2016                           | أفضل أداء (ريتش سومر بدور هنري)          | رُشِّح     | [ 38 ]        |
| 2016  | The Game Awards 2016                           | أفضل لعبة مستقلة                         | رُشِّح     | [ 38 ]        |
| 2016  | PC Gamer's Best of 2016                        | أفضل كتابة                               | فوز     | [ 39 ]        |
| 2016  | Giant Bomb's 2016 لعبة العام Awards            | أفضل موسيقى                              | رُشِّح     | [ 40 ]        |
| 2016  | Giant Bomb's 2016 لعبة العام Awards            | أفضل قصة                                 | رُشِّح     | [ 41 ]        |
| 2017  | Polygon's Best of 2016                         | لعبة العام                               | فوز     | [ 42 ]        |
| 2017  | PlayStation Blog's Best of 2016                | أفضل لعبة مستقلة                         | فوز     | [ 43 ]        |
| 2017  | D.I.C.E. Awards                                | إنجاز متميز في الإخراج الفني             | رُشِّح     | [ 44 ]        |
| 2017  | D.I.C.E. Awards                                | الإنجاز المتميز في الشخصية (دليلة)       | رُشِّح     | [ 44 ]        |
| 2017  | D.I.C.E. Awards                                | الإنجاز المتميز في الشخصية (هنري)        | رُشِّح     | [ 44 ]        |
| 2017  | D.I.C.E. Awards                                | الإنجاز المتميز في القصة                 | رُشِّح     | [ 44 ]        |
| 2017  | D.I.C.E. Awards                                | لعبة العام للمغامرات                     | رُشِّح     | [ 44 ]        |
| 2017  | D.I.C.E. Awards                                | D.I.C.E. Sprite Award                    | رُشِّح     | [ 44 ]        |
| 2017  | Game Developers Choice Awards                  | جائزة الابتكار                           | رُشِّح     | [ 45 ]        |
| 2017  | Game Developers Choice Awards                  | أفضل ظهور لأول مرة                       | فوز     | [ 45 ]        |
| 2017  | Game Developers Choice Awards                  | أفضل قصة                                 | فوز     | [ 45 ]        |
| 2017  | Game Developers Choice Awards                  | أفضل فن بصري                             | رُشِّح     | [ 45 ]        |
| 2017  | Game Developers Choice Awards                  | لعبة العام                               | رُشِّح     | [ 45 ]        |
| 2017  | National Academy of Video Game Trade Reviewers | الأداء في الدراما (سيسي جونز بدور دليلة) | رُشِّح     | [ 46 ]        |
| 2017  | National Academy of Video Game Trade Reviewers | الأداء في الدراما (ريتش سومر مثل هنري)   | فوز     | [ 46 ]        |
| 2017  | National Academy of Video Game Trade Reviewers | كتابة الدراما                            | فوز     | [ 46 ]        |
| 2017  | National Academy of Video Game Trade Reviewers | Game, Original Adventure                 | فوز     | [ 46 ]        |
| 2017  | British Academy Games Awards                   | أفضل لعبة                                | رُشِّح     | [ 47 ]        |
| 2017  | British Academy Games Awards                   | Debut Game                               | فوز     | [ 47 ]        |
| 2017  | British Academy Games Awards                   | Game Innovation                          | رُشِّح     | [ 47 ]        |
| 2017  | British Academy Games Awards                   | السيناريو                                | رُشِّح     | [ 47 ]        |
| 2017  | British Academy Games Awards                   | Original Property                        | رُشِّح     | [ 47 ]        |
| 2017  | British Academy Games Awards                   | المؤدي (سيسي جونز بدور دليلة)            | فوز     | [ 47 ]        |
| 2017  | The Edge Awards 2016                           | أفضل رواية                               | فوز     | [بحاجة لمصدر] |

## تكييف الللعبة كعمل سينمائي
في 17 أغسطس 2020، تم الإعلان عن شراكة بين شركة كامبو سانتو Campo Santo مع شركة الإنتاج Snoot Entertainment (كيث كالدر وجيس وو) لتكييف اللعبة في فيلم روائي طويل.

## روابط خارجية
- الموقع الرسمي